# 唐小禾
唐小禾（1941年4月—)，男，祖籍湖北武昌，生于四川江津，中华人民共和国画家。

## 生平
毕业于湖北艺术学院美术系（现湖北美术学院），后从事油画工作。1993年当选为湖北省美术家协会主席。1994年，任湖北美术学院院长、教授。此外他还兼任中国壁画学会副会长。

## 作品
代表作品有《在大风大浪中前进》、《楚乐》、《火中凤凰》、《葛洲坝人》、《生命的归宿和起点之舞》、《天籁》等。